# Maria Louise Albertine de Leiningen-Falkenburg-Dagsburg
Contesa Maria Louise Albertine de Leiningen-Falkenburg-Dagsburg (16 martie 1729 – 11 martie 1818); a fost Prințesă Hesse-Darmstadt prin căsătorie. A fost bunica și educatoarea Prințesei Louise de Mecklenburg-Strelitz, care mai târziu a devenit regină consort a Prusiei.

## Biografie
Maria Louise Albertine a fost fiica contelui Christian Karl Reinhard de Leiningen-Dachsburg (1695–1766) și a soției acestuia, contesa Katharina Polyxena de Solms-Rödelheim (1702–1765). După decesul tatălui ei, ea a devenit moștenitoarea comitatului Broich și a început restaurarea și extinderea castelului Broich cu arhitectul Nicolas de Pigage. În 1806, guvernul din Broich a fost dizolvat de Napoleon în 1815 și anexat de Prusia.
La 16 martie 1748, ea s-a căsătorit cu Prințul Georg Wilhelm de Hesse-Darmstadt, fratele Landgrafului Louis al IX-lea de Hesse-Darmstadt. Cum Louis al IX-lea a stat aproape exclusiv la Pirmasens, ea s-a simțit obligată, după decesul soției lui în 1774, să reprezinte teritoriul în capitala Darmstadt.
Fiicele ei Friederike și Charlotte au fost prima și a doua soție a Prințului Karl al II-lea de Mecklenburg-Strelitz. Ambele au murit când au născut. Karl și-a terminat serviciul ca guvernator-general în Hanovra și s-a mutat cu copiii la mama sa în Darmstadt. Maria Louise a rămas văduvă în 1782 și a preluat grija și educația copiilor lui Karl.